# Barionyks

Porównanie rozmiarów Baryonyx walkeri z innymi przedstawicielami rodziny Spinosauridae

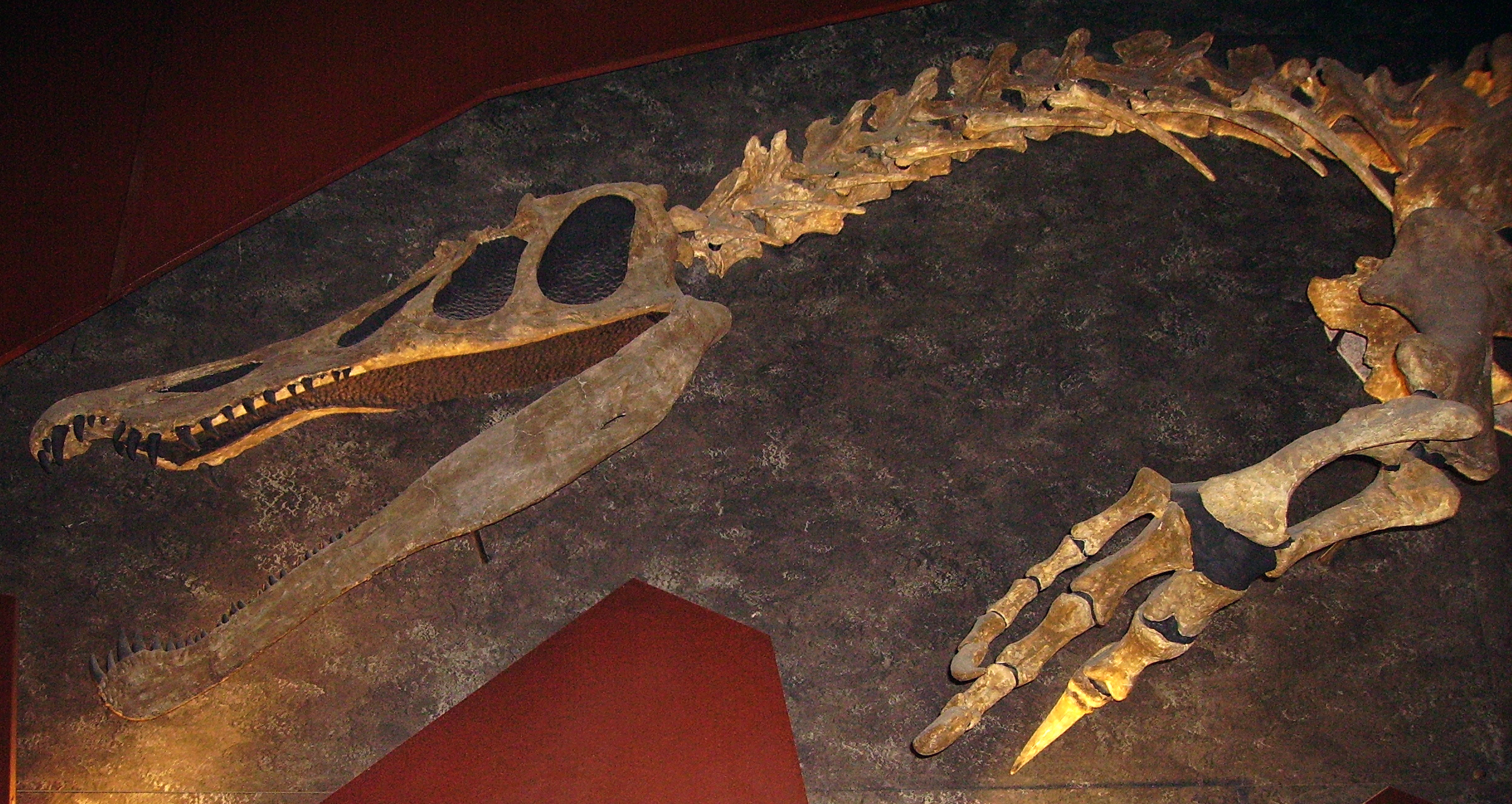
Replika skamieniałości holotypu

Barionyks (Baryonyx walkeri) – dwunożny, mięsożerny dinozaur, teropod z rodziny spinozaurów żyjący w okresie wczesnej kredy 130–125 milionów lat temu na terenach dzisiejszej Europy.

## Odkrycia
Skamieniałości barionyksa zostały po raz pierwszy odkryte w styczniu 1983 przez kolekcjonera skamielin Williama Walkera w odkrywce gliny w hrabstwie Surrey w północnej Anglii. Walker odkrył potężny pazur, po czym skontaktował się z Muzeum Historii Naturalnej w Londynie. Z muzeum została wysłana ekipa paleontologów pod kierownictwem Alana J. Charig i Angeli C. Milner, aby przeszukać odkrywkę w celu znalezienia reszty skamieniałości. Po pewnym czasie ekipa odkopała w połowie kompletny szkielet młodego osobnika. Przypisano do niego wiele pojedynczych fragmentów czaszki, zębów i pazurów oraz fragmentaryczny szkielet odkryty w Portugalii, jednak w 2018 roku obalono przekonanie, jakoby to miał on należeć do barionyksa, gdyż u znaleziska z Portugalii nie występował silnie zakrzywiony do góry przedni koniec żuchwy, jaki występował u okazu z Anglii.

## Etymologia
Barionyks oznacza z greki „ciężki pazur” (βαρύς/barys = „ciężki” + ὄνυξ/onyx = pazur) i odnosi się do pazura na pierwszym palcu kończyn przednich, mierzącego 35 cm, który prawdopodobnie służył mu do łapania ryb. Epitet walkeri wywodzi się od nazwiska jego odkrywcy – Williama Walkera.

## Budowa
Szacuje się, że barionyks mierzył około 8,5 m i osiągał wagę 1,7 ton. Miał smukłą sylwetkę i silne nogi, zdolne do uniesienia całego ciężaru ciała. Wyróżniał się spośród teropodów swoją długą, niską i wąską czaszką. Esowaty profil górnej szczęki i łyżkowate rozszerzenie na czubku pyska ułatwiało barionyksowi chwytanie ryb. Jego nozdrza oddalone były od czubka pyska o 10 cm. W szczękach znajdowało się około 96 drobnych, ostrych zębów. Kształt jego czaszki przypomina kształt pyska gawiala. Na grzbiecie pyska znajdował się grzebieniasty wyrostek, którego rola nie jest znana (możliwe, że pełnił funkcję godową lub odstraszającą rywala). Jego szczątki znaleziono w deltach dawnych rzek, co wskazywać by mogło na rybożerność.

## Sposób odżywiania
O rybożerności świadczą znalezione wraz ze skamieniałościami rybie łuski oraz liczne małe, cienkie i spiczaste zęby, nadające się do chwytania śliskiej zdobyczy. Polował w sposób podobny do dzisiejszych niedźwiedzi brunatnych, łapiąc ryby w swoje potężne pazury. Dietę prawdopodobnie uzupełniał zwierzętami lądowymi, gdyż w okolicy żołądka znaleziono także kość należącą do młodego iguanodona. Nie jest jednak oczywiste czy sam polował na młode zwierzęta, czy też odżywiał się padliną.